# 乔溇村
喬溇村位於湖州市織里鎮東北部，屬原漾西鎮轄地，地處浙江省和江蘇省兩省的交界地帶，東臨江蘇省七都鎮，北靠太湖，西與本鎮湯溇村接壤，河湖密布、地勢平坦，為典型的江南水鄉。全村行政區域面積為3.8平方公裏，共有村民小組26個，自然村18個，在冊農戶612戶，常住人口達到2156人。喬溇村私企業發達。